# Аґче-Калах
Аґче-Калах (перс. اغچه قلعه) — село в Ірані, входить до складу дехестану Бакешлучай у Центральному бахші шахрестану Урмія провінції Західний Азербайджан.